# Funkiella versiformis
Funkiella versiformis är en orkidéart som beskrevs av Dariusz Lucjan Szlachetko. Funkiella versiformis ingår i släktet Funkiella och familjen orkidéer.
Artens utbredningsområde är Costa Rica. Inga underarter finns listade i Catalogue of Life.